# Thuộc địa New South Wales
Thuộc địa New South Wales là một thuộc địa của đế quốc Anh 1788-1900, khi nó trở thành một nhà nước của Liên bang hóa Úc. Ở mức độ lớn nhất, thuộc địa New South Wales bao gồm các bang New South Wales của Úc ngày nay, Queensland, Victoria, Tasmania và Nam Úc, Lãnh thổ phía Bắc cũng như New Zealand. Chính phủ tự chịu trách nhiệm "đầu tiên" của New South Wales được thành lập vào ngày 6 tháng 6 năm 1856 với Stuart Alexander Donaldson do Thống đốc bổ nhiệm William Denison là Bộ trưởng Thuộc địa đầu tiên của họ.

## Lịch sử
Vào ngày 18 tháng 1 năm 1788, Hạm đội thứ nhất do Thuyền trưởng Arthur Phillip dẫn đầu đã thành lập khu định cư đầu tiên của Anh trong lịch sử Úc với tư cách là thuộc địa. Sau khi ra khơi vào ngày 13 tháng 5 năm 1787, Thuyền trưởng Arthur Phillip đảm nhận vị trí thống đốc khi đến nơi, cho đến năm 1792.